# Cantó de Marsella Santa Margalida
El cantó de Marsella Santa Margalida és un cantó francès del departament de les Boques del Roine, situat al districte de Marsella. És format per part del municipi de Marsella.

## Municipis
Aplega tot o part dels següents barris de Marsella:
- La Paulina
- La Panosa
- Campagne Ripper
- Dromel
- La Pugette
- Square Michelet
- Coin-Joli
- Santa Margalida
- Vallon de Toulouse
- Le Cabot
- La Rouvière

| Data d'elecció                           | Identitat      | Partit | Qualitat |
| ---------------------------------------- | -------------- | ------ | -------- |
| 1982-2005                                | Guy Tessier    | UMP    |          |
| 2005-                                    | Didier Garnier | UMP    |          |
| les dades anteriors no són pas conegudes |                |        |          |